# İhlas Haber Ajansı
İhlas Haber Ajansı (Nachrichtenagentur İhlas, İHA) ist eine international tätige Nachrichtenagentur mit Sitz in Istanbul. Neben der staatlichen Agentur Anadolu und der ebenfalls privaten Agentur Doğan ist sie eine der drei großen Nachrichtenagenturen in der Türkei.

## Überblick
İHA ist ein Tochterunternehmen der İhlas Yayın Holding, die wiederum zum Mischkonzern İhlas Holding gehört. İHA ist  verwoben mit dem Nachrichtensender TGRT Haber und der Tageszeitung Türkiye aus derselben Mediengruppe. Diese gilt als der Partei für Gerechtigkeit und Aufschwung (AKP) und Staatspräsident Recep Tayyip Erdoğan nahestehend.
Bei ihrer Gründung 1993 war İHA die erste Nachrichtenagentur, die aus der Türkei bewegte Bilder zur Verfügung stellte. Das Unternehmen betreibt 110 Studios bzw. Büros in der Türkei und 35 im Ausland, darunter Studios in Berlin, London, Athen, Washington, D.C., Bagdad, Kairo, Nairobi und Kabul. İHA verfügt über 32 Uplink-Stationen, die meisten davon im Ausland. Nach eigenen Angaben beliefert die Agentur rund 200 Abonnenten im Ausland.

## Trivia
„İhlas“ (in der deutschen Schreibung des arabischen Wortes: „Ichlās“) stammt aus dem Arabischen und bedeutet ‚Ergebenheit‘, ‚Treue‘, ‚Aufrichtigkeit‘, ‚Loyalität‘ und ist namensgebend für die 112. Sure des Korans. In der islamischen Theologie ist damit „die religiöse Haltung derer“ gemeint, die ihren Glauben „ganz auf Gott einstellen“.